# Серна, Ассумпта
Ассу́мпта Се́рна (англ. Assumpta Serna, род. 16 сентября 1957, Барселона) — испанская актриса.

## Жизнь и карьера
Серна родилась под именем Мари́я Асунсьо́н Роде́с Серна (англ. María Asunción Rodés Serna) в Барселоне, Каталония (Испания).
Её первой значительной ролью стала мексиканская монахиня Хуана Инес де ла Крус в фильме «Я – худшее из всего созданного» (1990). Позже она сыграла партизанского команданте Терезу Морено во время Пиренейской войны в первых четырёх частях серии фильмов «Приключения королевского стрелка Шарпа» канала ITV о приключениях Ричарда Шарпа, снятых по мотивам романов Бернарда Корнуэлла. Также она снялась в фильмах «Матадор» (1986) с Антонио Бандерасом (один из первых фильмов Педро Альмодовара), «Дикая орхидея» (1989), «Нострадамус» (1994), «Стрелок» (1995) и «Колдовство» (1996).
В 2003 году Серна появилась в двухсерийном фильме ITV «Генрих VIII» в роли Екатерины Арагонской и испанском сериале «Здесь бы никто не жил». С 2011 по 2014 год она исполняла роль Ванноццы деи Каттанеи, любовницы папы Александра VI в историческом телесериале Тома Фонтаны «Борджиа».

## Личная жизнь
С 1982 по 1985 год была замужем за актёром Карлосом Тристанчо (род. 1955). С 1993 года замужем за шотландским актёром Скоттом Клевердоном (род. 1969). Они познакомились на съёмках фильма «Рота Шарпа», где Клевердон сыграл лейтенанта Гарри Прайса.
Серна свободно говорит на английском, французском, итальянском, португальском, каталонском и испанском языках.